# Palumbia angustiabdomena
Palumbia angustiabdomena är en tvåvingeart som beskrevs av Huo, Ren och Zheng 2007. Palumbia angustiabdomena ingår i släktet Palumbia och familjen blomflugor. Inga underarter finns listade i Catalogue of Life.